# Боровицкий, Назар Богданович
Назар Богданович Боровицкий (укр. Назар Богданович Боровицький; 24 сентября 1993, Полтава — 5 апреля 2022, Мариуполь) — украинский военнослужащий, майор, участник российско-украинской войны. Герой Украины (2023, посмертно).

## Биография
Родился 24 сентября 1993 года в городе Полтава в семье Богдана Владимировича и Леси Александровны Боровицких. Был вторым ребёнком в семье; старшей была сестра Оксана.
С раннего детства увлекался футболом, а с 5–6 классов начал активно заниматься физической подготовкой: подтягивания с рюкзаком, бег, отжимания, упражнения на пресс.
С 2000 по 2008 год учился в Пашковской общеобразовательной школе I–III ступеней в селе Пашковка Козельщинского района. Был активным участником школьных мероприятий и спортивных соревнований.
С 2009 по 2011 год обучался в Полтавском областном лицее-интернате для одарённых детей из сельской местности при Кременчугском педагогическом училище имени А. С. Макаренко (лицей «Полит»), где углублённо изучал математику, информатику и программирование. Был старостой группы и окончил 11 класс с золотой медалью. Занимался футболом и боксом.
В 2011 году поступил в Национальную академию Службы безопасности Украины. В течение четырёх лет был старшиной курса.
После окончания четвёртого курса в 2015 году подписал контракт с Главным управлением Службы безопасности Украины и вместе с группой курсантов-добровольцев отправился на обучение в США, где проходил практику по военному делу и оказанию первой медицинской помощи. По возвращении из США участвовал в антитеррористической операции на востоке Украины.
3 августа 2019 года женился на Анастасии Латер.
Погиб 5 апреля 2022 года вблизи Мариуполя во время выполнения боевого задания.
Похоронен на Байковом кладбище в Киеве.

## Награды
- Звание «Герой Украины» с удостоением ордена «Золотая Звезда» (2023, посмертно) — за личное мужество и героизм, проявленные в защите государственного суверенитета и территориальной целостности Украины, верность военной присяге[источник?].
- Орден Богдана Хмельницкого III степени — за личное мужество и высокий профессионализм, проявленные в защите государственного суверенитета и территориальной целостности Украины, верность военной присяге[источник?].
- Орден «За мужество» III степени — за личное мужество и самоотверженные действия, проявленные в защите государственного суверенитета и территориальной целостности Украины, верность военной присяге[источник?].